# Hälsingegårdarna (verdensarv)
Hälsingegårdarna (svensk: Världsarvet Hälsingegårdarna) (engelsk: Decorated Farmhouses of Hälsingland) er et verdensarvsområde i Gävleborgs län. 
Verdensarven består af syv gårde. De seks gårde ligger i Hälsingland, mens den syvende gård ligger i Dalarna. De syv gårde blev udpeget til verdensarv i 2012. 
Der er bevaret omkring 1000 kulturhistorisk værdifulde helsingegårde. De fleste er fra 1800-tallet, men byggestilen har rødder længere tilbage i historien. 

## Gårde i Hälsingland
De seks gårde i Hälsingland, fordelt efter kommuner:
- Bollnäs kommune
  - Gästgivars i Vallsta, nord for Arbrå.
- Ovanåkers kommune
  - Jon-Lars og Pallars i Långhed, nord for Alfta.
- Söderhamns kommune 
  - Erik Anders i Asta udenfor Söderala.
- Ljusdal kommune
  - Bommars i Letsbo, nordvest for Ljusdal.
  - Kristofers i Stene udenfor Järvsö.

## Gård i Dalarna
- Ljusdal kommune
  - Fågelsjö gammelgård i Fågelsjö, vest for Los i Orsa Finnmark i det nordøstlige Dalarna.

## Andre verdensarvsområder
I Falu kommun, der grænser op til Ovanåkers og Bollnäs kommuner ligger verdensarvsomådet Falun og Kopparbergslagen. Mod nord glider Hälsingland over i Västernorrlands län. I dette len ligger verdensarvsomådet Höga Kusten/Kvarkens skärgård. 